# Dia (satèl·lit)
Dia, també conegut com a Júpiter LIII (designació provisional S/2000 J 11), és un satèl·lit natural de Júpiter. Fou descobert per un equip d'astrònoms de la Universitat de Hawaii dirigits per Scott S. Sheppard l'any 2000.